# Kostasova petlja
Kostasova petlja (engl. Costas loop) je kolo bazirano na fazno-zatvorenoj petlji, koje se koristi za obnavljanje faze nosioca iz modulisanih signala sa potisnutim nosiocem. Kostasovu petlju je izumeo inženjer Džon P. Kostas (енгл. John P. Costas) 1950. Za njegov izum je kazano da ima dubok uticaj na moderne digitalne komunikacije. Primarna primjena Kostasove petlje je u bežičnim prijemnicima. Njena prednost u odnosu na detektore bazirane na PLL-u je to sto na malim odstupanjima Kostasova petlja ima grešku u procjeni napona sin (2 (θi-θf)) nasuprot sin (θi-θf). To znači da je dva puta više osjetljiva, što čini da je Kostasovu petlja veoma pogodna za praćenje nosioca sa Doplerovim pomjerajem, kao što je slučaj kod OFDM i GPS prijemnika.

## Klasična primjena
|  |  |

|  |  |  |

U klasičnoj primjeni Kostasove petlje, lokalnim naponom upravljani oscilator (VCO) pruža povorku četvrtki na izlazu, jedan za svaku od dvije faze detektora, na primjer detektori proizvoda. Ista faza ulaznog signala se takođe primjenjuje na oba detektora faze i izlaz iz svakog detektora faze je prošao kroz niskopropusni filtar. Izlazi iz tih niskopropusnih filtara su ulazi u drugi detektor faze, čiji izlaz prolazi kroz filtar za redukciju šuma prije nego što će biti iskorišćen za kontrolu naponski kontrolisanog oscilatora. Uopšteno odziv petlje je kontrolisan sa dva pojedinačna filtra niskopropusnika koji prethode trećem detektoru faze dok treći niskopropusni filtar ima trivijalnu ulogu.

## Osnovna petlja
Ova petlja, i njene varijacije, se mnogo koristi kao metod za akviziciju nosioca i trenutnu demodulaciju poruke u komunikacionim sistemima, kako analognim tako i digitalnim.
Ona ima svojstvo da je u stanju izvući nosilac iz primljenog signala, čak i kada ne postoji komponenta na frekvenciji nosioca u tom signalu.
Kostasova petlja je zasnovana na paru kvadraturnih modulatora a to su dva množača na koja su dovedena dva nosioca u kvadraturi faze. Ovi množači se u ovoj postavci nalaze u fazi I i kvadraturnoj fazi Q.
Svaki od ovih množača je dio zasebnih sinhronih demodulatora. Izlazi iz modulatora, nakon filtriranja, množe se zajedno u trećem multiplikatoru, i niskopropusne komponente u ovom proizvodu koriste se za podešavanje faze lokalnog nosioca izvora — VCO — u odnosu na primljeni signal. Operacija je takva da se maksimizuje izlaz I dijela a minimizuje izlaz Q dijela. Izlaz I dijela je u stvari poruka tako da Kostasova petlja ne samo da obnavlja nosioca već istovremeno ima i ulogu sinhronog demodulatora. Kompletna analiza ove petlje nije jednostavna.Uključuje određivanje uslova stabilnosti, opseg zaključavanja, opseg mjerenja itd.

## Neodređenost faze
Iako Kostasova petlja može omogućiti signal na frekvenciji nosioca, ostaje {\displaystyle 180^{o}} neodređenosti faze. Neodređenost faze {\displaystyle 180^{o}} u mnogim (obično analognim) situacijama nema posljedica - na primjer kada imamo poruku govora. U digitalnim komunikacijama to će dovesti do porasta inverzije podataka, a to ne može biti prihvatljivo - ali postoje metode za prevazilaženje problema.

## Matematički modeli Kostasove petlje

### Model Kostasove petlje u vremenskom domenu
U najjednostavnijem slučaju {\displaystyle m^{2}(t)=1}. Dakle {\displaystyle m^{2}(t)=1} ne utiče na ulaz filtra za redukciju šuma. Nosilac i VCO signali su povremene oscilacije s visokim frekvencijama {\displaystyle f^{1,2}(\theta (t))} with high-frequencies {\displaystyle {\dot {\theta }}^{1,2}(t)}. Blok {\displaystyle -90^{o}} pomjerena faza VCO signala sa {\displaystyle -{\frac {\pi }{2}}}. Na slici sa {\displaystyle \bigotimes } označen je analogni množač.
S matematičkog gledišta, linearni filtar se može opisati sistemom linearnih diferencijalnih jednačina.
{\displaystyle {\begin{array}{ll}{\dot {x}}=Ax+b\xi (t),&\sigma =c^{*}x,\end{array}}}
Ovdje, {\displaystyle A} je konstantna matrica, {\displaystyle x(t)} je vektor stanja filtra , {\displaystyle b} i {\displaystyle c} su konstantni vektori.
Za naponom-upravljani oscilator podrazumijevamo da je linearan.
{\displaystyle {\begin{array}{ll}{\dot {\theta }}^{2}(t)=\omega _{free}^{2}+LG(t),&t\in [0,T],\end{array}}}],
gdje {\displaystyle \omega _{free}^{2}} je slobodna frekvencija naponom kontrolisanog oscilatora dok je {\displaystyle L} pojačanje oscilovanja. Na sličan način je moguće razmotriti različite nelinearne modele VCO .
Pretpostavimo da je učestanost glavnog generatora konstantna {\displaystyle {\dot {\theta }}^{1}(t)\equiv \omega ^{1}.}.Jednačina VCO i jednačina prenosa filtra
{\displaystyle {\begin{array}{ll}{\dot {x}}=Ax+bf^{1}(\theta ^{1}(t))f^{2}(\theta ^{2}(t)),&{\dot {\theta }}^{2}=\omega _{free}^{2}+Lc^{*}x.\end{array}}}.
Sistem je težak za rješavanje.

### Model Kostasove petlje u frekvencijskom domenu
U najjednostavnijem slučaju, kada
{\displaystyle {\begin{array}{l}f^{1}{\big (}\theta ^{1}(t){\big )}=\cos {\big (}\omega ^{1}t{\big )},f^{2}{\big (}\theta ^{2}(t){\big )}=\sin {\big (}\omega ^{2}t{\big )}\\f^{1}{\big (}\theta ^{1}(t){\big )}^{2}f^{2}{\big (}\theta ^{2}(t){\big )}f^{2}{\big (}\theta ^{2}(t)-{\frac {\pi }{2}}{\big )}=-{\frac {1}{8}}{\Big (}2\sin(2\omega ^{2}t)+\sin(2\omega ^{2}t-2\omega ^{1}t)+\sin(2\omega ^{2}t+2\omega ^{1}t){\Big )}\end{array}}}
uobičajena inženjerska pretpostavka je da filtar uklanja gornji bočni opseg s učestanošću sa ulaza, ali ostavlja donji bočni opseg bez promjene. Stoga se pretpostavlja da VCO ulaz
{\displaystyle \varphi (\theta ^{1}(t)-\theta ^{2}(t))={\frac {1}{8}}\sin(2\omega ^{1}-2\omega ^{2})}
Ovo čini Kostasove petlju ekvivalentom PLL-a sa karakteristikom detektora faze {\displaystyle \varphi (\theta )} odgovara na odredjene forme talasa {\displaystyle f^{1}(\theta )} i {\displaystyle f^{2}(\theta )} ulaznih i VCO signala. Može se dokazati, da ulazi {\displaystyle g(t)} i {\displaystyle G(t)} od VCO u frekvencijskom domenu i modelima vremenskih domena su gotovo jednaki. Ovim pojednostavljujemo sistem diferencijalnih jednačina
{\displaystyle {\begin{array}{ll}{\dot {x}}=Ax+b\varphi (\Delta \theta ),&\Delta {\dot {\theta }}=\omega _{free}^{2}-\omega ^{1}+Lc^{*}x,\\\Delta \theta =\theta ^{2}-\theta ^{1}.&\end{array}}}
Krylov-Bogolijubov metodom usrednjavanja omogućuje da se dokaže da rješenja ovakvih sistema jednačina se mogu približno odrediti korišćenjem odgovarajućih pretpostavki. Tako blok-shema Kostasove petlje u vremenskom domenu može se asimptotski promijeniti u blok-sheme na nivou frenkvencijskog domena.
Prelazak na analizu primjenom tih modela Kostasove petlje omogućava da se prevladaju teškoće vezane za modeliranje Kostasove petlje u vremenskom domenu.